# Sport Lisboa e Benfica 2014-2015 (hockey su pista)
Questa voce raccoglie le informazioni riguardanti lo Sport Lisboa e Benfica nelle competizioni ufficiali della stagione 2014-2015.

## Maglie
| 1ª divisa | 2ª divisa |

## Organico

### Giocatori
| N° | Naz.                  | Ruolo | Sportivo             |  |  |  |
| -- | --------------------- | ----- | -------------------- |  |  |  |
| 1  | Portogallo (bandiera) | P     | Pedro Henriques      |  |  |  |
| 2  | Portogallo (bandiera) | E     | Valter Neves         |  |  |  |
| 4  | Portogallo (bandiera) | E     | Diogo Rafael         |  |  |  |
| 5  | Argentina (bandiera)  | E     | Carlos Nicolía       |  |  |  |
| 6  | Argentina (bandiera)  | E     | Estebán Ábalosl      |  |  |  |
| 9  | Portogallo (bandiera) | E     | João Rodrigues       |  |  |  |
| 10 | Spagna (bandiera)     | P     | Guillem Trabal       |  |  |  |
| 14 | Portogallo (bandiera) | E     | Tiago Rafael         |  |  |  |
| 18 | Argentina (bandiera)  | E     | Carlos Lopez Chimino |  |  |  |
| 43 | Portogallo (bandiera) | E     | João Sardo           |  |  |  |
| 44 | Portogallo (bandiera) | E     | Miguel Damião Rocha  |  |  |  |

### Staff tecnico
- Allenatore:  Pedro Nunes